# قلعه امیدآباد
قلعه امیدآباد ، روستایی ترک نشین از توابع بخش باباحیدر شهرستان فارسان در استان چهارمحال و بختیاری ایران است.

## جمعیت
این روستا در دهستان سراب بالا قرار دارد و براساس سرشماری مرکز آمار ایران در سال ۱۳۸۵، جمعیت آن ۳۲۲ نفر (۶۳خانوار) بوده‌است. مردم روستا ترک قشقایی هستند و به زبان ترکی قشقایی صحبت می‌کنند.